# Gravestenenbrug
De Gravestenenbrug is een ophaalbrug, bestemd voor voetgangers in het centrum van de Noord-Hollandse stad Haarlem. De recentste brug stamt uit 1950 en diende als vervanging van de brug die hier op dezelfde plaats al zo'n 600, en misschien zelfs al wel 800 jaar lag.  De brug verbindt de oever van het Korte Spaarne over het Binnen Spaarne met die van de Bakenessergracht. De brug is ontworpen door J.J. Fuijkschot directeur van Openbare Werken in Haarlem.
De brug is vernoemd naar de gravensteen, een burcht die voordat Haarlem in 1245 stadsrechten verkreeg werd gebouwd in opdracht van de graven van Holland.De Gravensteen werd onder andere gebruikt voor het heffen van tol op schepen en het verdedigen van de plaats tegen aanvallen van buitenaf.
Vanaf eind 2023 werd de gehele brug gerestaureerd. Ook krijgt de brug, in navolging van de Schalkwijkerbrug zijn oorspronkelijke kleuren terug, namelijk wit en rood. De brug betreft een gemeentelijk monument.

## Brugwachtershuisje
Naast de brug bevindt zich een brugwachtershuisje uit 1954, dat na het buiten gebruik stellen van het huisje onderdak gaf aan het door kunstenaar Ramon Spiering ingerichte museum, "het kleinste museum van Nederland" , dat met een knipoog naar de buurman het Teylers Museum "het oudste museum van Nederland" was bedoeld. Op het gebouw plaatste hij het beeld dat nu bekend staat als "De Voet van Mercurius". Het museum bestaat niet meer, het gebouwtje werd later ingericht tot douchecabine voor waterrecreanten en binnenvaartschippers.